# Ruben Niebla
Ruben O. Niebla (Calexico, 19 dicembre 1971) è un ex giocatore di baseball e allenatore di baseball statunitense, attuale pitching coach dei San Diego Padres (MLB)..
Prima di intraprendere la carriera da allenatore, tra il 1995 e il 2000 Niebla è stato un pitcher delle minor leagues (sotto contratto con i Montreal Expos e i Los Angeles Dodgers) e in alcune leghe professionistiche indipendenti dalla MLB. Successivamente è entrato nell'organizzazione dei Cleveland Indians (gli attuali Cleveland Guardians), per poi passare ai Padres a partire dal 2022.